# Pyysaari (ö i Norra Karelen, Pielisen Karjala, lat 63,17, long 29,69)
Pyysaari är en ö i Finland. Den ligger i sjön Pielisjärvi och i sjön Pielisjärvi och i kommunen Lieksa i den ekonomiska regionen  Pielinen-Karelen  och landskapet Norra Karelen, i den sydöstra delen av landet, 400 km nordost om huvudstaden Helsingfors. Öns area är 64,6 hektar och dess största längd är 1,6 kilometer i sydöst-nordvästlig riktning.